# Giovanni Gloria
Giovanni Gloria (Padova, 1684 – Padova, 1759 circa) è stato un intagliatore e architetto italiano.
Architetto di palazzi sia religiosi sia profani, disegnò la cupola del duomo di Padova, il Teatro Nuovo di Padova e la facciata della chiesa dei Carmini.